# Lisičkovci
Lisičkovci (znanstveno ime Hygrophoropsis) so rod gliv iz družine Hygrophoropsidaceae.

## Seznam lisičkovcev Slovenije[2]
- divji lisičkovec (Hygrophoropsis aurantiaca)
- rdečkasti lisičkovec (Hygrophoropsis rufa)
- dišeči lisičkovec (Hygrophoropsis rufescens)